# 巴勒丹道尔吉·宁布
巴勒丹道尔吉·宁布蒙古族，籍贯不详，蒙古人民共和国政治人物。

## 生平
1964年10月，苏联赫鲁晓夫被迫下台，蒙古人民革命党中央委员会第一书记尤睦佳·泽登巴尔赴莫斯科参加十月革命庆祝活动，并试图弄清苏联同中华人民共和国有无改善关系的可能。1964年12月，蒙古人民革命党第十四届六中全会召开。在会上，農業聯合社管理局局长朝克特奥其尔·洛呼兹，串联中央统计局局长班地·苏尔玛扎布、蒙古人民革命党南戈壁省省委第一书记巴勒丹道尔吉·宁布、国家计委第一副主席阿姆嘎朗·奥特根巴雅尔等一批蒙古人民革命党中央委员，在1964年12月召开的蒙古人民革命党第十四届六中全会上，对泽登巴尔执行的亲苏反华的内外政策进行了较全面和系统的揭露与批判，指出蒙古人民革命党和蒙古人民共和国不是独立的，而是受到苏联操纵，威胁并且压迫蒙古的并非中华人民共和国，而是苏联。他们要求蒙古人民革命党中央改变政策，实行自力更生的建设方针，撤销泽登巴尔的第一书记职务。从苏联莫斯科仓促赶回蒙古参加此次全会的泽登巴尔未料到此次突然袭击，但泽登巴尔很快稳住阵脚，依靠苏联领导集团，通过分化瓦解及高压手段，将此次事件镇压下去，蒙古人民革命党第十四届六中全会于1964年12月撤销了朝克特奥其尔·洛呼兹、巴勒丹道尔吉·宁布、班地·苏尔玛扎布的中央委员职务。他们三人被打成“洛呼兹、宁布、苏尔玛扎布反党集团”。